# Versoix
Versoix er en by i det vestlige Schweiz, med 13.422(2018) indbyggere. Byen ligger i Kanton Genève, ved bredden af Genevesøen.
Versoix ligger kun ca. 10 kilometer fra kantonens hovedby Genève.